# Raphaël Nuzzolo
Raphaël Nuzzolo, né le 5 juillet 1983 à Bienne (Suisse), est un ancien footballeur suisse ayant évolué au poste d'attaquant, principalement sous les couleurs de Neuchâtel Xamax FCS. Il est justement connu pour son amour au club (Neuchâtel Xamax).

## Carrière
À l'âge de 7 ans, il débute au sein des juniors du FC Biel-Bienne. Il y joue une dizaine d'années d'abord parmi les juniors puis dès 1999, il intègre les M-16. Il est alors repéré par les dirigeants de Neuchâtel Xamax FC. 

### Neuchâtel Xamax (2001-2011)
Il rejoint l'équipe en 2001. La première année, il apparaît 4 fois sur le terrain, sous la direction de l’entraîneur de l’époque, Alain Geiger.
L’année suivante, Claude Ryf remplace Alain Geiger au poste d’entraîneur et renvoie Nuzzolo avec la deuxième garniture xamaxienne, en 2e ligue interrégionale (qui correspond à l'époque à la quatrième division nationale), durant une saison. 
Lors de la saison 2005-2006, il devient titulaire sous les ordres de Miroslav Blazevic. L’entraîneur croate déclare : « Il est promis à un avenir en équipe de Suisse ». Le dimanche 19 février 2006 il marque son premier but en Super League, à l'occasion d'un match nul 2-2 à Zurich face aux Grasshoppers.
En 2006-2007, il est titulaire en tant que demi de couloir droit et inscrit 8 buts, participant ainsi à la promotion de Neuchâtel Xamax en Super League.
Durant la saison 2008-2009, l'entraineur Nestor Clausen, en manque de latéral droit, fait redescendre Nuzzolo à ce poste qu'il gardera la majeure partie de la saison.
En 2009-2010, il s'affirme comme un joueur clé de l'équipe et est considéré par beaucoup comme le meilleur joueur neuchâtelois de la saison, notamment au vu de son comportement exemplaire et de son abnégation sur le terrain.
Pour 2010-2011 il est nommé capitaine de la première équipe, ce qui renforce sa position de véritable figure du club à l'entame de sa 10e saison pour l'équipe rouge et noire. Son contrat court jusqu’en juin 2011.

### BSC Young Boys (2011-2016)
À l'été 2011, ne désirant pas travailler avec Bulat Chagaev, nouveau propriétaire de Neuchâtel Xamax, Nuzzolo demande à partir du club. Il s'engage avec Young Boys, club avec lequel il disputera 5 saisons. À Berne, « J'ai senti que je changeais un peu de monde » déclare Nuzzolo. Avec les Bernois, il découvrira notamment la Ligue Europa. 
Après une première saison correcte sous son nouveau maillot, il s'affirme davantage lors de la saison 2012-2013. Durant cet exercice, son plus réussi avec le club bernois sur le plan comptable, il inscrit 9 buts en Super League. En Ligue Europa, il marque face à Liverpool et à l'Udinese.
Lors des saisons 2013-2014 et 2014-2015, il dispute près de la totalité des matchs de son équipe en championnat, terminant à chaque fois avec un total de 6 buts marqués. 
Il joue son dernier match avec le club de la capitale à l'été 2016, au terme de sa cinquième saison sous le maillot jaune et noir. À cette occasion, face au FC Thoune, Nuzzolo revêt le brassard de capitaine et distille deux passes décisives.

### Retour à Xamax (2016-2023)
À l'été 2016, pour le plus grand plaisir des supporters locaux, Nuzzolo revient à Neuchâtel Xamax alors que le club évolue en Challenge League. Son équipe termine la saison 2016-2017 à la deuxième place du championnat derrière le FC Zurich. Durant cet exercice, il fait trembler les filets à 18 reprises et est ensuite élu meilleur joueur de l'année 2017 en Challenge League.  
Après deux saisons en deuxième division, Nuzzolo fête la promotion en Super League avec le club neuchâtelois au terme de la cuvée 2017-2018. De surcroît, évoluant le plus souvent à la pointe de l'attaque lors de cette saison, il remporte le titre de meilleur buteur du championnat avec un total de 26 réussites.
Malgré les difficultés sportives de son club lors du retour dans l'élite en 2018-2019, Nuzzolo réalise un début de saison tonitruant, inscrivant 10 buts en 18 matchs. Ces performances lui valent l'honneur de faire partie des trois finalistes en course pour le titre de meilleur joueur de Super League de l'année 2018. Ledit titre est finalement remporté par le Bernois Kevin Mbabu, le 28 janvier 2019. Nuzzolo termine la saison en ayant inscrit 14 buts, et annonce qu'il reste une année de plus à Neuchâtel à la suite du maintien miraculeux de son club dans l'élite.   
Au terme d'un exercice 2019-2020 marqué par la pandémie de coronavirus, Xamax est relégué en Challenge League, la deuxième division suisse. À nouveau meilleur buteur de son équipe durant cette saison avec 13 réussites, Nuzzolo décide de prolonger l'aventure avec son club de cœur. Il signe ainsi pour deux saisons supplémentaires, dont au moins une en tant que joueur. Cette nouvelle ravit les fans neuchâtelois à la suite de l'année douloureuse qu'ils viennent de vivre.
Lors des deux saisons suivantes, la situation de son club est délicate en Challenge League. Xamax souffre et Nuzzolo joue moins. Malgré tout, à l'été 2022, l'emblématique capitaine prolonge encore l'aventure avec son club de toujours. Il est alors âgé de 39 ans.
Le 3 mai 2023, l’emblématique capitaine Rouge & Noir annonce qu'il raccrochera les crampons après le dernier match du championnat 2022-2023.

## Palmarès
- Champion de Suisse de D2 en 2007 et 2018 avec le Neuchâtel Xamax
- Vice-champion de Suisse en 2015 et 2016 avec les Young Boys